# Roland Garros 2018
De 117e editie van het Franse grandslamtoernooi Roland Garros 2018 werd gehouden van zondag 27 mei tot en met zondag 10 juni 2018. Voor de vrouwen is het de 111e editie. Het toernooi werd gespeeld in het Roland-Garrosstadion in het 16e arrondissement van Parijs.
Samenvatting
- Bij het mannenenkelspel was de Spanjaard Rafael Nadal titelverdediger. Hij slaagde erin, zijn titel te verlengen.
- De Letse Jeļena Ostapenko was titelverdedigster bij het vrouwenenkelspel. De titel ging dit jaar naar de Roemeense Simona Halep.
- Het vrouwendubbelspel werd in 2017 gewonnen door Bethanie Mattek-Sands (VS) en Lucie Šafářová (Tsjechië). Dit jaar zegevierde het Tsjechische koppel Barbora Krejčíková en Kateřina Siniaková.
- Bij de mannen waren de Amerikaan Ryan Harrison en de Nieuw-Zeelander Michael Venus titelverdedigers. Deze keer waren de Fransen Pierre-Hugues Herbert en Nicolas Mahut de besten.
- Titelverdedigers in het gemengd dubbelspel waren Gabriela Dabrowski (Canada) en Rohan Bopanna (India). Winnaars werden de Taiwanese Latisha Chan en de Kroaat Ivan Dodig.
- Juniorkampioenen werden de Amerikaanse Cori Gauff bij de meisjes, en Tseng Chun-hsin uit Taiwan bij de jongens.
- Bij het rolstoeltennis won het Nederlandse duo Diede de Groot en Aniek van Koot de dubbelspeltitel – in de finale versloegen zij de derde Nederlandse, Marjolein Buis, met Yui Kamiji uit Japan aan haar zijde. In het enkelspel bereikte Diede de Groot de finale, waarin zij na een gewonnen eerste set haar meerdere moest erkennen in Yui Kamiji.
- Het toernooi trok 480.500 toeschouwers.[3]

## Toernooikalender
| Roland Garros      | mei 2018 | mei 2018 | mei 2018 | mei 2018 | mei 2018 | juni 2018 | juni 2018 | juni 2018 | juni 2018   | juni 2018   | juni 2018    | juni 2018    | juni 2018    | juni 2018 | juni 2018 |
| Roland Garros      | zon 27   | maa 28   | din 29   | woe 30   | don 31   | vrĳ 1     | zat 2     | zon 3     | maa 4       | din 5       | woe 6        | don 7        | vrĳ 8        | zat 9     | zon 10    |
| ------------------ | -------- | -------- | -------- | -------- | -------- | --------- | --------- | --------- | ----------- | ----------- | ------------ | ------------ | ------------ | --------- | --------- |
| mannenenkelspel    | 1e ronde | 1e ronde | 1e ronde | 2e ronde | 2e ronde | 3e ronde  | 3e ronde  | 4e ronde  | 4e ronde    | kwartfinale | kwartfinale  |              | halve finale |           | finale    |
| vrouwenenkelspel   | 1e ronde | 1e ronde | 1e ronde | 2e ronde | 2e ronde | 3e ronde  | 3e ronde  | 4e ronde  | 4e ronde    | kwartfinale | kwartfinale  | halve finale |              | finale    |           |
| mannendubbelspel   |          |          | 1e ronde | 1e ronde | 2e ronde | 2e ronde  | 3e ronde  | 3e ronde  | kwartfinale | kwartfinale |              | halve finale |              | finale    |           |
| vrouwendubbelspel  |          |          |          | 1e ronde | 1e ronde | 2e ronde  | 2e ronde  | 3e ronde  | 3e ronde    | kwartfinale | kwartfinale  |              | halve finale |           | finale    |
| gemengd dubbelspel |          |          |          | 1e ronde | 1e ronde | 1e ronde  | 2e ronde  | 2e ronde  | kwartfinale | kwartfinale | halve finale | finale       |              |           |           |

Bron: Provisional schedule

## Enkelspel

### Mannen

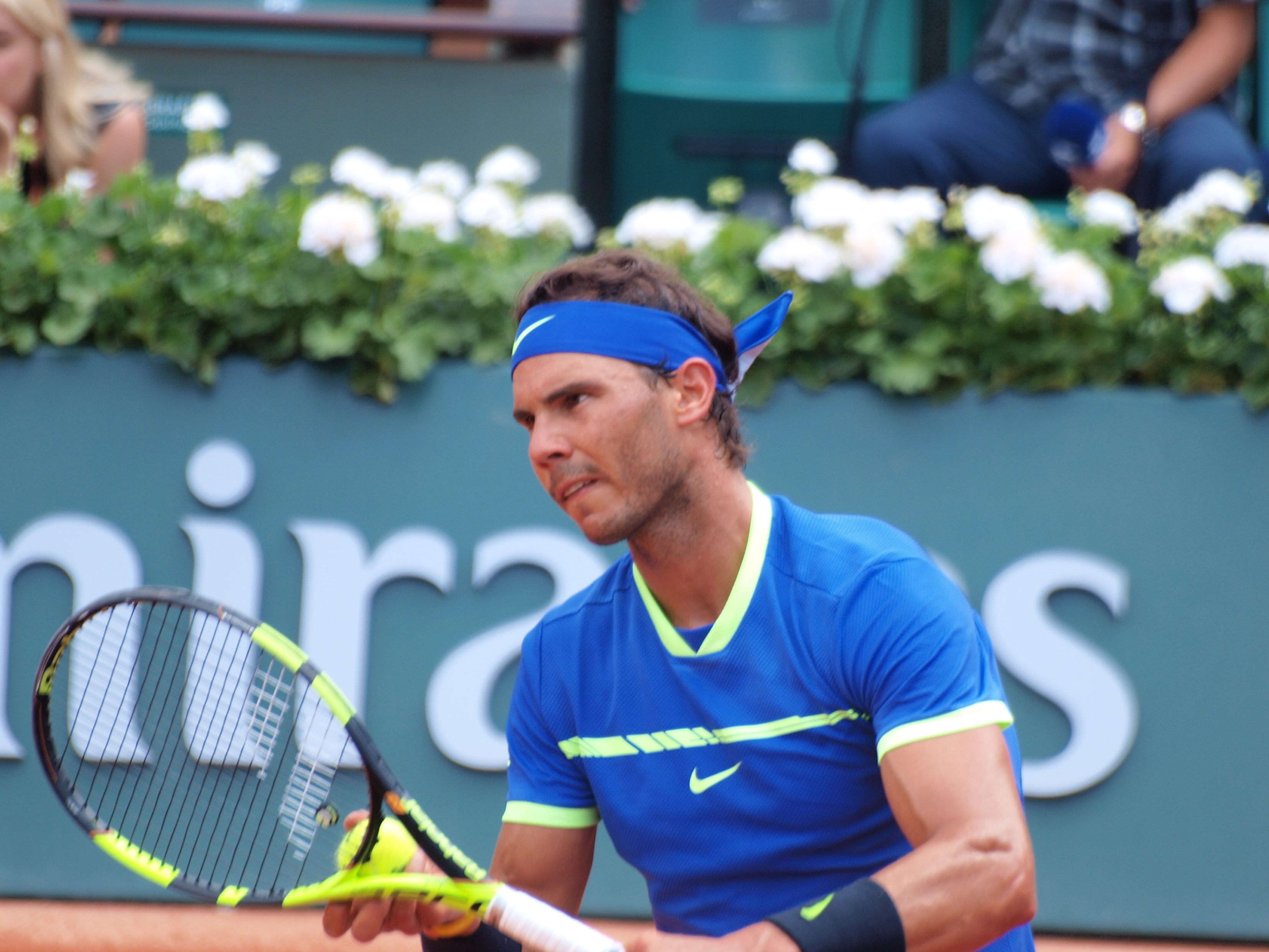
De Spanjaard Rafael Nadal won de titel.

De titel in het mannenenkelspel werd met succes verdedigd door de Spanjaard Rafael Nadal, de nummer één op de wereldranglijst bij de mannen. Hij won zijn elfde enkelspeltitel op Roland Garros – in de finale versloeg hij Oostenrijker Dominic Thiem in drie sets.

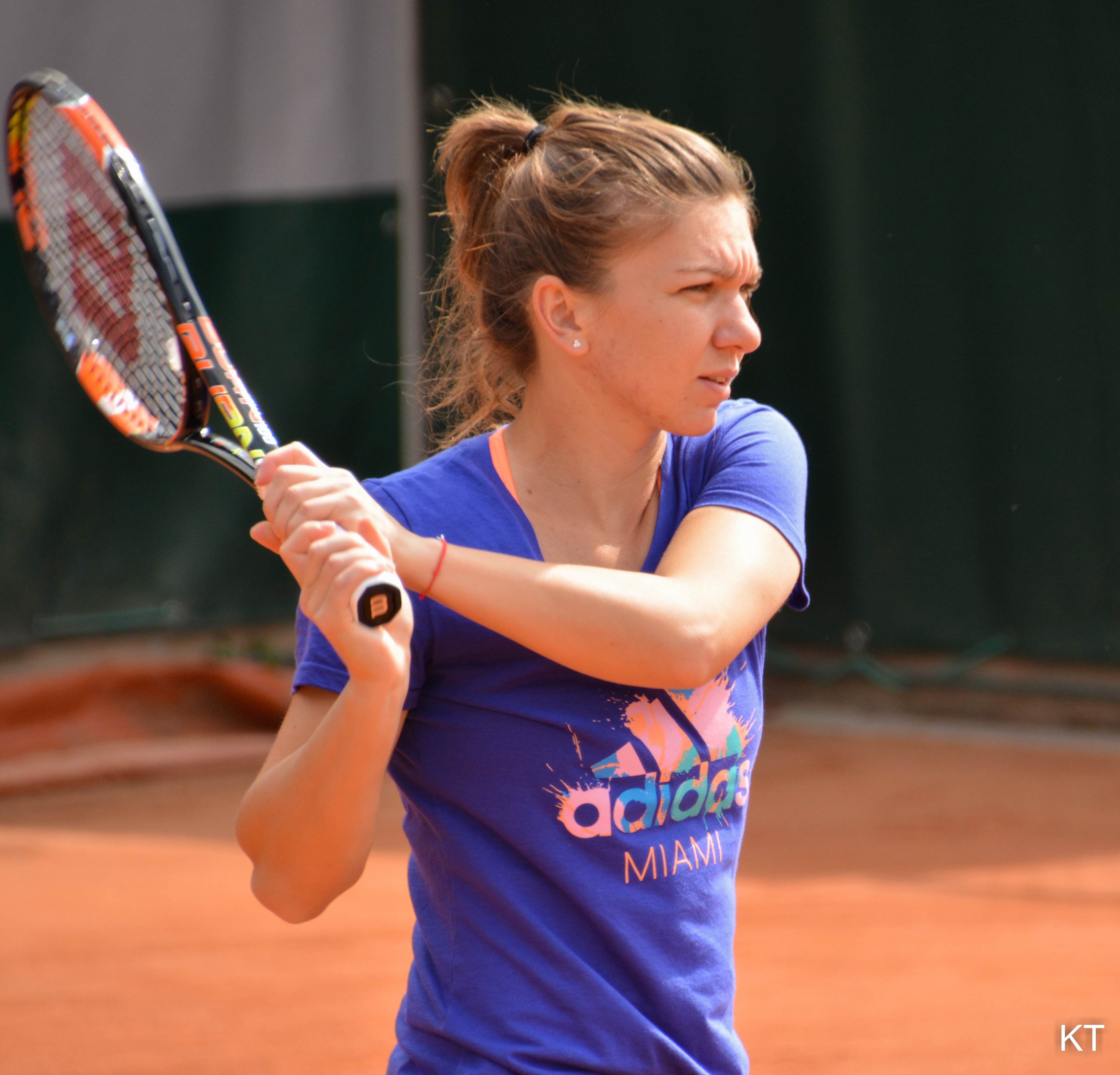
De Roemeense Simona Halep won de titel.

### Vrouwen
De titel in het vrouwenenkelspel werd verdedigd door de Letse Jeļena Ostapenko, de nummer vijf op de wereldranglijst bij de vrouwen – zij strandde echter reeds in de eerste ronde. In de finale versloeg de Roemeense Simona Halep de Amerikaanse Sloane Stephens. Zij won haar eerste grandslamtitel en bestendigde haar positie als nummer één op de wereldranglijst.

## Dubbelspel

### Mannen
Ryan Harrison (VS) en Michael Venus (Nieuw-Zeeland) waren de titelverdedigers, maar speelden met andere partners. Venus bereikte de derde ronde; Harrison verloor al meteen zijn openingspartij. Het eerste reekshoofd, Łukasz Kubot en Marcelo Melo, kwam niet verder dan de derde ronde. De finale werd gewonnen door het als zesde geplaatste Franse koppel Pierre-Hugues Herbert en Nicolas Mahut, die aan twee sets voldoende hadden om het tweede reekshoofd, Oliver Marach en Mate Pavić, te bedwingen.

### Vrouwen
Bethanie Mattek-Sands (VS) en Lucie Šafářová (Tsjechië) waren de titelhoudsters. Šafářová kwam haar titel niet verdedigen. Mattek-Sands speelde samen met Latisha Chan – zij kwamen niet voorbij de tweede ronde. Het als zesde geplaatste Tsjechische duo Barbora Krejčíková en Kateřina Siniaková won het toernooi, wat hun eerste gezamenlijke titel was (ook buiten de grandslamtoernooien). In de finale versloegen zij het ongeplaatste Japanse koppel Eri Hozumi en Makoto Ninomiya in twee sets.

### Gemengd
Gabriela Dabrowski (Canada) en Rohan Bopanna (India) waren de titelverdedigers. De titel werd gewonnen door het tweede reekshoofd, de Taiwanese Latisha Chan en Ivan Dodig uit Kroatië. In de finale versloegen zij de als eerste geplaatste titelverdedigster Gabriela Dabrowski die deze keer samen speelde met Kroaat Mate Pavić.

## Kwalificatietoernooi (enkelspel)
Algemene regels – Aan het hoofdtoernooi (enkelspel) doen bij de mannen en vrouwen elk 128 tennissers mee. De 104 beste mannen en 108 beste vrouwen van de wereldranglijst die zich inschrijven worden rechtstreeks toegelaten. Acht mannen en acht vrouwen krijgen van de organisatie een wildcard. Voor de overige ingeschrevenen resteren dan nog zestien plaatsen bij de mannen en twaalf plaatsen bij de vrouwen in het hoofdtoernooi – deze plaatsen worden via het kwalificatietoernooi ingevuld. Aan dit kwalificatietoernooi doen nog eens 128 mannen en 96 vrouwen mee.
De kwalificatiewedstrijden vonden plaats van maandag 21 tot en met vrijdag 25 mei 2018.
De volgende deelnemers aan het kwalificatietoernooi wisten zich een plaats te veroveren in de hoofdtabel:

### Mannenenkelspel
1. Adam Pavlásek
2. Ilja Ivasjka
3. Thomaz Bellucci
4. Ernests Gulbis
5. Casper Ruud
6. Rogério Dutra Silva
7. Denis Kudla
8. Santiago Giraldo
9. Guido Andreozzi
10. Martin Kližan
11. Jaume Munar
12. Bernard Tomic
13. Elias Ymer
14. Jozef Kovalík
15. Hubert Hurkacz
16. Carlos Taberner

Lucky losers
1. Serhij Stachovsky
2. Peter Polansky
3. Jürgen Zopp
4. Oscar Otte
5. Simone Bolelli
6. Ruben Bemelmans
7. Mohamed Safwat
8. Marco Trungelliti

### Vrouwenenkelspel
1. Richèl Hogenkamp
2. Rebecca Peterson
3. Deborah Chiesa
4. Caroline Dolehide
5. Magdalena Fręch
6. Viktorija Golubic
7. Mariana Duque Mariño
8. Barbora Krejčíková
9. Georgina García Pérez
10. Francesca Schiavone
11. Grace Min
12. Alexandra Dulgheru

Lucky losers
1. Arantxa Rus
2. Dalila Jakupović

## Junioren
Meisjesenkelspel

Finale: Cori Gauff (VS) won van Caty McNally (VS) met 1-6, 6-3, 7-6
Meisjesdubbelspel

Finale: Caty McNally (VS) en Iga Świątek (Polen) wonnen van Yuki Naito (Japan) en Naho Sato (Japan) met 6-2, 7-5
Jongensenkelspel

Finale: Tseng Chun-hsin (Taiwan) won van Sebastián Báez (Argentinië) met 7-6, 6-2
Jongensdubbelspel

Finale: Ondřej Štyler (Tsjechië) en Naoki Tajima (Japan) wonnen van Ray Ho (Taiwan) en Tseng Chun-hsin (Taiwan) met 6-4, 6-4

## Rolstoeltennis
Rolstoelvrouwenenkelspel

Finale: Yui Kamiji (Japan) won van Diede de Groot (Nederland) met 2-6, 6-0, 6-2
Rolstoelvrouwendubbelspel

Finale: Diede de Groot (Nederland) en Aniek van Koot (Nederland) wonnen van Marjolein Buis (Nederland) en Yui Kamiji (Japan) met 6-1, 6-3
Rolstoelmannenenkelspel

Finale: Shingo Kunieda (Japan) won van Gustavo Fernández (Argentinië) met 7-6, 6-0
Rolstoelmannendubbelspel

Finale: Stéphane Houdet (Frankrijk) en Nicolas Peifer (Frankrijk) wonnen van Frédéric Cattanéo (Frankrijk) en Stefan Olsson (Zweden) met 6-1, 7-6

## Speelschema van dag tot dag
Onderstaand het speelschema van de drie hoofdbanen van dag tot dag.
Alle tijden zijn lokaal MEZT (UTC+2).

### Dag 1 (zondag 27 mei)
- Speelschema (gearchiveerd)

- Reekshoofden uitgeschakeld:
  - Vrouwenenkelspel:  Jeļena Ostapenko [5],  Venus Williams [9],  Johanna Konta [22]

| Wedstrijden op de hoofdbanen                         | Wedstrijden op de hoofdbanen                         | Wedstrijden op de hoofdbanen                         | Wedstrijden op de hoofdbanen                         |
| Evenement                                            | Winnaar                                              | Verliezer                                            | Score                                                |
| Wedstrijden op Court Philippe-Chatrier (centercourt) | Wedstrijden op Court Philippe-Chatrier (centercourt) | Wedstrijden op Court Philippe-Chatrier (centercourt) | Wedstrijden op Court Philippe-Chatrier (centercourt) |
| ---------------------------------------------------- | ---------------------------------------------------- | ---------------------------------------------------- | ---------------------------------------------------- |
| Mannenenkelspel 1e ronde                             | Grigor Dimitrov [4]                                  | Mohamed Safwat [LL]                                  | 6–1, 6–4, 7–6(7–1)                                   |
| Vrouwenenkelspel 1e ronde                            | Alizé Cornet [32]                                    | Sara Errani                                          | 2–6, 6–2, 6–3                                        |
| Mannenenkelspel 1e ronde                             | Lucas Pouille [15]                                   | Daniil Medvedev                                      | 6–2, 6–3, 6–4                                        |
| Vrouwenenkelspel 1e ronde                            | Kateryna Kozlova                                     | Jeļena Ostapenko [5]                                 | 7–5, 6–3                                             |
| Wedstrijden op Court Suzanne-Lenglen (Grandstand)    |                                                      |                                                      |                                                      |
| Vrouwenenkelspel 1e ronde                            | Elina Svitolina [4]                                  | Ajla Tomljanović                                     | 7–5, 6–3                                             |
| Mannenenkelspel 1e ronde                             | Gaël Monfils [32]                                    | Elliot Benchetrit [WC]                               | 3–6, 6–1, 6–2, 6–1                                   |
| Vrouwenenkelspel 1e ronde                            | Wang Qiang                                           | Venus Williams [9]                                   | 6–4, 7–5                                             |
| Mannenenkelspel 1e ronde                             | Alexander Zverev [2]                                 | Ričardas Berankis                                    | 6–1, 6–1, 6–2                                        |
| Vrouwenenkelspel 1e ronde                            | Chloé Paquet [WC] vs. Pauline Parmentier [WC]        | Chloé Paquet [WC] vs. Pauline Parmentier [WC]        | 6–3, 6–7(4–7), 1–3, gestaakt                         |
| Wedstrijden op Court 1                               |                                                      |                                                      |                                                      |
| Vrouwenenkelspel 1e ronde                            | Barbora Strýcová [26]                                | Kurumi Nara                                          | 1–6, 6–3, 6–4                                        |
| Mannenenkelspel 1e ronde                             | Kei Nishikori [19]                                   | Maxime Janvier [WC]                                  | 7–6(7–0), 6–4, 6–3                                   |
| Vrouwenenkelspel 1e ronde                            | Joelija Poetintseva                                  | Johanna Konta [22]                                   | 6–4, 6–3                                             |
| Mannenenkelspel 1e ronde                             | David Goffin [8]                                     | Robin Haase                                          | 4–6, 4–6, 6–4, 6–1, 6–0                              |
| Wedstrijden begonnen om 11:00 uur                    |                                                      |                                                      |                                                      |

### Dag 2 (maandag 28 mei)
- Speelschema (gearchiveerd)

- Reekshoofden uitgeschakeld:
  - Mannenenkelspel:  Philipp Kohlschreiber [22],  Stan Wawrinka [23],  Gilles Müller [29]
  - Vrouwenenkelspel:  Anastasija Sevastova [20],  Kristina Mladenovic [29]

| Wedstrijden op de hoofdbanen                         | Wedstrijden op de hoofdbanen                         | Wedstrijden op de hoofdbanen                         | Wedstrijden op de hoofdbanen                         |
| Evenement                                            | Winnaar                                              | Verliezer                                            | Score                                                |
| Wedstrijden op Court Philippe-Chatrier (centercourt) | Wedstrijden op Court Philippe-Chatrier (centercourt) | Wedstrijden op Court Philippe-Chatrier (centercourt) | Wedstrijden op Court Philippe-Chatrier (centercourt) |
| ---------------------------------------------------- | ---------------------------------------------------- | ---------------------------------------------------- | ---------------------------------------------------- |
| Vrouwenenkelspel 1e ronde                            | Petra Kvitová [8]                                    | Verónica Cepede Royg                                 | 3–6, 6–1, 7–5                                        |
| Mannenenkelspel 1e ronde                             | Novak Đoković [20]                                   | Rogério Dutra Silva [Q]                              | 6–3, 6–4, 6–4                                        |
| Vrouwenenkelspel 1e ronde                            | Caroline Wozniacki [2]                               | Danielle Collins                                     | 7–6(7–2), 6–1                                        |
| Mannenenkelspel 1e ronde                             | Rafael Nadal [1] vs. Simone Bolelli [LL]             | Rafael Nadal [1] vs. Simone Bolelli [LL]             | 6–4, 6–3, 0–3, gestaakt                              |
| Wedstrijden op Court Suzanne-Lenglen (Grandstand)    |                                                      |                                                      |                                                      |
| Mannenenkelspel 1e ronde                             | Guillermo García López                               | Stan Wawrinka [23]                                   | 6–2, 3–6, 4–6, 7–6(7–5), 6–3                         |
| Vrouwenenkelspel 1e ronde                            | Pauline Parmentier [WC]                              | Chloé Paquet [WC]                                    | 3–6, 7–6(7–4), 6–2                                   |
| Vrouwenenkelspel 1e ronde                            | Andrea Petković                                      | Kristina Mladenovic [29]                             | 7–6(12–10), 6–2                                      |
| Mannenenkelspel 1e ronde                             | Richard Gasquet [27]                                 | Andreas Seppi                                        | 6–0, 6–2, 6–2                                        |
| Wedstrijden op Court 1                               |                                                      |                                                      |                                                      |
| Mannenenkelspel 1e ronde                             | Benoît Paire                                         | Roberto Carballés Baena                              | 6–3, 6–7(3–7), 7–6(11–9), 6–1                        |
| Mannenenkelspel 1e ronde                             | Dominic Thiem [7]                                    | Ilja Ivasjka [Q]                                     | 6–2, 6–4, 6–1                                        |
| Vrouwenenkelspel 1e ronde                            | Coco Vandeweghe [15]                                 | Laura Siegemund                                      | 6–4, 6–4                                             |
| Vrouwenenkelspel 1e ronde                            | Karolína Plíšková [6]                                | Barbora Krejčíková [Q]                               | 7–6(8–6), 6–4                                        |
| Wedstrijden begonnen om 11:00 uur                    |                                                      |                                                      |                                                      |

### Dag 3 (dinsdag 29 mei)
- Speelschema (gearchiveerd)

- Reekshoofden uitgeschakeld:
  - Mannenenkelspel:  Jack Sock [14],  Adrian Mannarino [25],  Feliciano López [28]
  - Mannendubbelspel:  Mike Bryan /  Sam Querrey [16]

| Wedstrijden op de hoofdbanen                         | Wedstrijden op de hoofdbanen                         | Wedstrijden op de hoofdbanen                         | Wedstrijden op de hoofdbanen                         |
| Evenement                                            | Winnaar                                              | Verliezer                                            | Score                                                |
| Wedstrijden op Court Philippe-Chatrier (centercourt) | Wedstrijden op Court Philippe-Chatrier (centercourt) | Wedstrijden op Court Philippe-Chatrier (centercourt) | Wedstrijden op Court Philippe-Chatrier (centercourt) |
| ---------------------------------------------------- | ---------------------------------------------------- | ---------------------------------------------------- | ---------------------------------------------------- |
| Mannenenkelspel 1e ronde                             | Marin Čilić [3]                                      | James Duckworth [PR]                                 | 6–3, 7–5, 7–6(7–4)                                   |
| Mannenenkelspel 1e ronde                             | Rafael Nadal [1]                                     | Simone Bolelli [LL]                                  | 6–4, 6–3, 7–6(11–9)                                  |
| Vrouwenenkelspel 1e ronde                            | Serena Williams [PR]                                 | Kristýna Plíšková                                    | 7–6(7–4), 6–4                                        |
| Mannenenkelspel 1e ronde                             | Jérémy Chardy vs. Tomáš Berdych [17]                 | Jérémy Chardy vs. Tomáš Berdych [17]                 | 7–6(7–5), 7–6(10–8), 1–1, gestaakt                   |
| Wedstrijden op Court Suzanne-Lenglen (Grandstand)    |                                                      |                                                      |                                                      |
| Mannenenkelspel 1e ronde                             | Denis Shapovalov [24]                                | John Millman                                         | 7–5, 6–4, 6–2                                        |
| Vrouwenenkelspel 1e ronde                            | Maria Sjarapova [28]                                 | Richèl Hogenkamp [Q]                                 | 6–1, 4–6, 6–3                                        |
| Vrouwenenkelspel 1e ronde                            | Caroline Garcia [7]                                  | Duan Yingying                                        | 6–1, 6–0                                             |
| Mannenenkelspel 1e ronde                             | Juan Martín del Potro [5]                            | Nicolas Mahut [WC]                                   | 1–6, 6–1, 6–2, 6–4                                   |
| Wedstrijden op Court 1                               |                                                      |                                                      |                                                      |
| Vrouwenenkelspel 1e ronde                            | Garbiñe Muguruza [3]                                 | Svetlana Koeznetsova                                 | 7–6(7–0), 6–2                                        |
| Mannenenkelspel 1e ronde                             | Steve Johnson                                        | Adrian Mannarino [25]                                | 7–6(7–1), 6–2, 6–2                                   |
| Vrouwenenkelspel 1e ronde                            | Julia Görges [11]                                    | Dominika Cibulková                                   | 6–4, 5–7, 6–0                                        |
| Mannenenkelspel 1e ronde                             | Leonardo Mayer vs. Julien Benneteau                  | Leonardo Mayer vs. Julien Benneteau                  | 6–2, 4–3, gestaakt                                   |
| Wedstrijden begonnen om 11:00 uur                    |                                                      |                                                      |                                                      |

### Dag 4 (woensdag 30 mei)
- Speelschema (gearchiveerd)

- Reekshoofden uitgeschakeld:
  - Mannenenkelspel:  Sam Querrey [12],  Tomáš Berdych [17]
  - Vrouwenenkelspel:  Carla Suárez Navarro [23],  Alizé Cornet [32]
  - Mannendubbelspel:  Aisam-ul-Haq Qureshi /  Jean-Julien Rojer [7],  Ben McLachlan /  Jan-Lennard Struff [14]
  - Vrouwendubbelspel:  Ashleigh Barty /  Coco Vandeweghe [7],  Jeļena Ostapenko /  Jelena Vesnina [10],  Shuko Aoyama /  Miyu Kato [14],  Alicja Rosolska /  Abigail Spears [15]
  - Gemengd dubbelspel:  Chan Hao-ching /  Michael Venus [6]

| Wedstrijden op de hoofdbanen                         | Wedstrijden op de hoofdbanen                         | Wedstrijden op de hoofdbanen                         | Wedstrijden op de hoofdbanen                         |
| Evenement                                            | Winnaar                                              | Verliezer                                            | Score                                                |
| Wedstrijden op Court Philippe-Chatrier (centercourt) | Wedstrijden op Court Philippe-Chatrier (centercourt) | Wedstrijden op Court Philippe-Chatrier (centercourt) | Wedstrijden op Court Philippe-Chatrier (centercourt) |
| ---------------------------------------------------- | ---------------------------------------------------- | ---------------------------------------------------- | ---------------------------------------------------- |
| Vrouwenenkelspel 1e ronde                            | Simona Halep [1]                                     | Alison Riske                                         | 2–6, 6–1, 6–1                                        |
| Mannenenkelspel 1e ronde                             | Jérémy Chardy                                        | Tomáš Berdych [17]                                   | 7–6(7–5), 7–6(10–8), 1–6, 5–7, 6–2                   |
| Mannenenkelspel 2e ronde                             | Kei Nishikori [19]                                   | Benoît Paire                                         | 6–3, 2–6, 4–6, 6–2, 6–3                              |
| Vrouwenenkelspel 2e ronde                            | Caroline Wozniacki [2]                               | Georgina García Pérez [Q]                            | 6–1, 6–0                                             |
| Mannenenkelspel 2e ronde                             | Lucas Pouille [15] vs. Cameron Norrie                | Lucas Pouille [15] vs. Cameron Norrie                | 6–2, 6–4, 5–7, gestaakt                              |
| Wedstrijden op Court Suzanne-Lenglen (Grandstand)    |                                                      |                                                      |                                                      |
| Vrouwenenkelspel 2e ronde                            | Elina Svitolina [4]                                  | Viktória Kužmová                                     | 6–3, 6–4                                             |
| Mannenenkelspel 2e ronde                             | Novak Đoković [20]                                   | Jaume Munar [Q]                                      | 7–6(7–1), 6–4, 6–4                                   |
| Mannenenkelspel 2e ronde                             | David Goffin [8]                                     | Corentin Moutet [WC]                                 | 7–5, 6–0, 6–1                                        |
| Vrouwenenkelspel 2e ronde                            | Pauline Parmentier [WC]                              | Alizé Cornet [32]                                    | 6–7(2–7), 6–4, 6–2                                   |
| Wedstrijden op Court 1                               |                                                      |                                                      |                                                      |
| Vrouwenenkelspel 2e ronde                            | Petra Kvitová [8]                                    | Lara Arruabarrena                                    | 6–0, 6–4                                             |
| Mannenenkelspel 1e ronde                             | Julien Benneteau                                     | Leonardo Mayer                                       | 2–6, 7–6(7–4), 6–2, 6–3                              |
| Mannenenkelspel 2e ronde                             | Alexander Zverev [2]                                 | Dušan Lajović                                        | 2–6, 7–5, 4–6, 6–1, 6–2                              |
| Mannenenkelspel 2e ronde                             | Gaël Monfils [32]                                    | Martin Kližan [Q]                                    | 6–2, 6–4, 6–4                                        |
| Wedstrijden begonnen om 11:00 uur                    |                                                      |                                                      |                                                      |

### Dag 5 (donderdag 31 mei)
- Speelschema (gearchiveerd)

- Reekshoofden uitgeschakeld:
  - Mannenenkelspel:  Denis Shapovalov [24]
  - Vrouwenenkelspel:  Coco Vandeweghe [15],  Ashleigh Barty [17],  Zhang Shuai [27],  Anastasija Pavljoetsjenkova [30]
  - Mannendubbelspel:  Ivan Dodig /  Rajeev Ram [9]
  - Vrouwendubbelspel:  Elise Mertens /  Demi Schuurs [12]
  - Gemengd dubbelspel:  Kateřina Siniaková /  Jamie Murray [4]

| Wedstrijden op de hoofdbanen                         | Wedstrijden op de hoofdbanen                         | Wedstrijden op de hoofdbanen                         | Wedstrijden op de hoofdbanen                         |
| Evenement                                            | Winnaar                                              | Verliezer                                            | Score                                                |
| Wedstrijden op Court Philippe-Chatrier (centercourt) | Wedstrijden op Court Philippe-Chatrier (centercourt) | Wedstrijden op Court Philippe-Chatrier (centercourt) | Wedstrijden op Court Philippe-Chatrier (centercourt) |
| ---------------------------------------------------- | ---------------------------------------------------- | ---------------------------------------------------- | ---------------------------------------------------- |
| Mannenenkelspel 2e ronde                             | Marin Čilić [3]                                      | Hubert Hurkacz [Q]                                   | 6–2, 6–2, 6–7(3–7), 7–5                              |
| Mannenenkelspel 2e ronde                             | Lucas Pouille [15]                                   | Cameron Norrie                                       | 6–2, 6–4, 5–7, 7–6(7–3)                              |
| Vrouwenenkelspel 2e ronde                            | Simona Halep [1]                                     | Taylor Townsend [WC]                                 | 6–3, 6–1                                             |
| Mannenenkelspel 2e ronde                             | Juan Martín del Potro [5]                            | Julien Benneteau                                     | 6–4, 6–3, 6–2                                        |
| Vrouwenenkelspel 2e ronde                            | Serena Williams [PR]                                 | Ashleigh Barty [17]                                  | 3–6, 6–3, 6–4                                        |
| Wedstrijden op Court Suzanne-Lenglen (Grandstand)    |                                                      |                                                      |                                                      |
| Vrouwenenkelspel 2e ronde                            | Garbiñe Muguruza [3]                                 | Fiona Ferro [WC]                                     | 6–4, 6–3                                             |
| Mannenenkelspel 2e ronde                             | Richard Gasquet [27]                                 | Malek Jaziri                                         | 6–2, 3–6, 6–3, 6–0                                   |
| Mannenenkelspel 2e ronde                             | Rafael Nadal [1]                                     | Guido Pella                                          | 6–2, 6–1, 6–1                                        |
| Vrouwenenkelspel 2e ronde                            | Caroline Garcia [7]                                  | Peng Shuai                                           | 6–4, 3–6, 6–3                                        |
| Wedstrijden op Court 1                               |                                                      |                                                      |                                                      |
| Mannenenkelspel 2e ronde                             | Maximilian Marterer                                  | Denis Shapovalov [24]                                | 5–7, 7–6(7–4), 7–5, 6–4                              |
| Vrouwenenkelspel 2e ronde                            | Maria Sjarapova [28]                                 | Donna Vekić                                          | 7–5, 6–4                                             |
| Mannenenkelspel 2e ronde                             | Pierre-Hugues Herbert                                | Jérémy Chardy                                        | 2–6, 6–3, 6–2, 3–6, 9–7                              |
| Wedstrijden begonnen om 11:00 uur                    |                                                      |                                                      |                                                      |

### Dag 6 (vrijdag 1 juni)
- Speelschema (gearchiveerd)

- Reekshoofden uitgeschakeld:
  - Mannenenkelspel:  Grigor Dimitrov [4],  Pablo Carreño Busta [10],  Roberto Bautista Agut [13],  Damir Džumhur [26]
  - Vrouwenenkelspel:  Elina Svitolina [4],  Naomi Osaka [21]
  - Mannendubbelspel:  Pablo Cuevas /  Marcel Granollers [11],  Julio Peralta /  Horacio Zeballos [15]
  - Vrouwendubbelspel:  Nadija Kitsjenok /  Anastasia Rodionova [16]
  - Gemengd dubbelspel:  Tímea Babos /  Rohan Bopanna [7]

| Wedstrijden op de hoofdbanen                         | Wedstrijden op de hoofdbanen                                                 | Wedstrijden op de hoofdbanen                                                 | Wedstrijden op de hoofdbanen                         |
| Evenement                                            | Winnaar                                                                      | Verliezer                                                                    | Score                                                |
| Wedstrijden op Court Philippe-Chatrier (centercourt) | Wedstrijden op Court Philippe-Chatrier (centercourt)                         | Wedstrijden op Court Philippe-Chatrier (centercourt)                         | Wedstrijden op Court Philippe-Chatrier (centercourt) |
| ---------------------------------------------------- | ---------------------------------------------------------------------------- | ---------------------------------------------------------------------------- | ---------------------------------------------------- |
| Mannenenkelspel 3e ronde                             | Alexander Zverev [2]                                                         | Damir Džumhur [26]                                                           | 6–2, 3–6, 4–6, 7–6(7–3), 7–5                         |
| Vrouwenenkelspel 3e ronde                            | Caroline Wozniacki [2]                                                       | Pauline Parmentier [WC]                                                      | 6–0, 6–3                                             |
| Mannenenkelspel 3e ronde                             | Lucas Pouille [15] vs. Karen Chatsjanov                                      | Lucas Pouille [15] vs. Karen Chatsjanov                                      | 3–6, 5–7, 1–1, gestaakt                              |
| Wedstrijden op Court Suzanne-Lenglen (Grandstand)    |                                                                              |                                                                              |                                                      |
| Vrouwenenkelspel 3e ronde                            | Madison Keys [13]                                                            | Naomi Osaka [21]                                                             | 6–1, 7–6(9–7)                                        |
| Mannenenkelspel 3e ronde                             | Novak Đoković [20]                                                           | Roberto Bautista Agut [13]                                                   | 6–4, 6–7(6–8), 7–6(7–4), 6–2                         |
| Mannenenkelspel 3e ronde                             | David Goffin [8] vs. Gaël Monfils [32]                                       | David Goffin [8] vs. Gaël Monfils [32]                                       | 6–7(6–8), 6–3, 3–2, gestaakt                         |
| Wedstrijden op Court 1                               |                                                                              |                                                                              |                                                      |
| Mannenenkelspel 3e ronde                             | Fernando Verdasco [30]                                                       | Grigor Dimitrov [4]                                                          | 7–6(7–4), 6–2, 6–4                                   |
| Vrouwenenkelspel 3e ronde                            | Mihaela Buzărnescu [31]                                                      | Elina Svitolina [4]                                                          | 6–3, 7–5                                             |
| Mannenenkelspel 3e ronde                             | Dominic Thiem [7]                                                            | Matteo Berrettini                                                            | 6–3, 6–7(5–7), 6–3, 6–2                              |
| Mannendubbelspel 2e ronde                            | Robin Haase / Matwé Middelkoop vs. Pierre-Hugues Herbert / Nicolas Mahut [6] | Robin Haase / Matwé Middelkoop vs. Pierre-Hugues Herbert / Nicolas Mahut [6] | 5–4, gestaakt                                        |
| Wedstrijden begonnen om 11:00 uur                    |                                                                              |                                                                              |                                                      |

### Dag 7 (zaterdag 2 juni)
- Speelschema (gearchiveerd)

- Reekshoofden uitgeschakeld:
  - Mannenenkelspel:  Lucas Pouille [15],  Kyle Edmund [16],  Richard Gasquet [27],  Albert Ramos Viñolas [31],  Gaël Monfils [32]
  - Vrouwenenkelspel:  Karolína Plíšková [6],  Petra Kvitová [8],  Julia Görges [11],  Kiki Bertens [18],  Magdaléna Rybáriková [19],  Darja Gavrilova [24]
  - Mannendubbelspel:  Łukasz Kubot /  Marcelo Melo [1],  Jamie Murray /  Bruno Soares [4],  Raven Klaasen /  Michael Venus [10]
  - Vrouwendubbelspel:  Latisha Chan /  Bethanie Mattek-Sands [4],  Raquel Atawo /  Anna-Lena Grönefeld [11]
  - Gemengd dubbelspel:  Xu Yifan /  Oliver Marach [3]

| Wedstrijden op de hoofdbanen                         | Wedstrijden op de hoofdbanen                         | Wedstrijden op de hoofdbanen                         | Wedstrijden op de hoofdbanen                         |
| Evenement                                            | Winnaar                                              | Verliezer                                            | Score                                                |
| Wedstrijden op Court Philippe-Chatrier (centercourt) | Wedstrijden op Court Philippe-Chatrier (centercourt) | Wedstrijden op Court Philippe-Chatrier (centercourt) | Wedstrijden op Court Philippe-Chatrier (centercourt) |
| ---------------------------------------------------- | ---------------------------------------------------- | ---------------------------------------------------- | ---------------------------------------------------- |
| Vrouwenenkelspel 3e ronde                            | Garbiñe Muguruza [3]                                 | Samantha Stosur                                      | 6–0, 6–2                                             |
| Mannenenkelspel 3e ronde                             | Karen Chatsjanov                                     | Lucas Pouille [15]                                   | 6–3, 7–5, 6–3                                        |
| Vrouwenenkelspel 3e ronde                            | Maria Sjarapova [28]                                 | Karolína Plíšková [6]                                | 6–2, 6–1                                             |
| Mannenenkelspel 3e ronde                             | Rafael Nadal [1]                                     | Richard Gasquet [27]                                 | 6–3, 6–2, 6–2                                        |
| Mannenenkelspel 3e ronde                             | Juan Martín del Potro [5]                            | Albert Ramos Viñolas [31]                            | 7–5, 6–4, 6–1                                        |
| Wedstrijden op Court Suzanne-Lenglen (Grandstand)    |                                                      |                                                      |                                                      |
| Mannenenkelspel 3e ronde                             | Fabio Fognini [18]                                   | Kyle Edmund [16]                                     | 6–3, 4–6, 3–6, 6–4, 6–4                              |
| Mannenenkelspel 3e ronde                             | David Goffin [8]                                     | Gaël Monfils [32]                                    | 6–7(6–8), 6–3, 4–6, 7–5, 6–3                         |
| Vrouwenenkelspel 3e ronde                            | Caroline Garcia [7]                                  | Irina-Camelia Begu                                   | 6–1, 6–3                                             |
| Vrouwenenkelspel 3e ronde                            | Serena Williams [PR]                                 | Julia Görges [11]                                    | 6–3, 6–4                                             |
| Wedstrijden op Court 1                               |                                                      |                                                      |                                                      |
| Vrouwenenkelspel 3e ronde                            | Anett Kontaveit [25]                                 | Petra Kvitová [8]                                    | 7–6(8–6), 7–6(7–4)                                   |
| Mannenenkelspel 3e ronde                             | Kevin Anderson [6]                                   | Mischa Zverev                                        | 6–1, 6–7(3–7), 6–3, 7–6(7–4)                         |
| Mannenenkelspel 3e ronde                             | Marin Čilić [3]                                      | Steve Johnson                                        | 6–3, 6–2, 6–4                                        |
| Vrouwenenkelspel 3e ronde                            | Angelique Kerber [12]                                | Kiki Bertens [18]                                    | 7–6(7–4), 7–6(7–4)                                   |
| Wedstrijden begonnen om 11:00 uur                    |                                                      |                                                      |                                                      |

### Dag 8 (zondag 3 juni)
- Speelschema (gearchiveerd)

- Reekshoofden uitgeschakeld:
  - Mannenenkelspel:  David Goffin [8],  Kei Nishikori [19],  Fernando Verdasco [30]
  - Vrouwenenkelspel:  Anett Kontaveit [25],  Barbora Strýcová [26],  Mihaela Buzărnescu [31]
  - Vrouwendubbelspel:  Kiki Bertens /  Johanna Larsson [9]
  - Gemengd dubbelspel:  Andreja Klepač /  Jean-Julien Rojer [5]

| Wedstrijden op de hoofdbanen                         | Wedstrijden op de hoofdbanen                         | Wedstrijden op de hoofdbanen                         | Wedstrijden op de hoofdbanen                         |
| Evenement                                            | Winnaar                                              | Verliezer                                            | Score                                                |
| Wedstrijden op Court Philippe-Chatrier (centercourt) | Wedstrijden op Court Philippe-Chatrier (centercourt) | Wedstrijden op Court Philippe-Chatrier (centercourt) | Wedstrijden op Court Philippe-Chatrier (centercourt) |
| ---------------------------------------------------- | ---------------------------------------------------- | ---------------------------------------------------- | ---------------------------------------------------- |
| Vrouwenenkelspel 4e ronde                            | Madison Keys [13]                                    | Mihaela Buzărnescu [31]                              | 6–1, 6–4                                             |
| Mannenenkelspel 4e ronde                             | Dominic Thiem [7]                                    | Kei Nishikori [19]                                   | 6–2, 6–0, 5–7, 6–4                                   |
| Vrouwenenkelspel 4e ronde                            | Sloane Stephens [10]                                 | Anett Kontaveit [25]                                 | 6–2, 6–0                                             |
| Mannenenkelspel 4e ronde                             | Novak Đoković [20]                                   | Fernando Verdasco [30]                               | 6–3, 6–4, 6–2                                        |
| Vrouwenenkelspel 4e ronde                            | Darja Kasatkina [14] vs. Caroline Wozniacki [2]      | Darja Kasatkina [14] vs. Caroline Wozniacki [2]      | 7–6(7–5), 3–3, gestaakt                              |
| Wedstrijden op Court Suzanne-Lenglen (Grandstand)    |                                                      |                                                      |                                                      |
| Mannenenkelspel 4e ronde                             | Alexander Zverev [2]                                 | Karen Chatsjanov                                     | 4–6, 7–6(7–4), 2–6, 6–3, 6–3                         |
| Vrouwenenkelspel 4e ronde                            | Joelija Poetintseva                                  | Barbora Strýcová [26]                                | 6–4, 6–3                                             |
| Mannenenkelspel 4e ronde                             | Marco Cecchinato                                     | David Goffin [8]                                     | 7–5, 4–6, 6–0, 6–3                                   |
| Wedstrijden op Court 1                               |                                                      |                                                      |                                                      |
| Vrouwendubbelspel 3e ronde                           | Chan Hao-ching [8] Yang Zhaoxuan [8]                 | Sorana Cîrstea Sara Sorribes Tormo                   | 6–2, 6–4                                             |
| Mannendubbelspel 3e ronde                            | Máximo González Nicolás Jarry                        | Calvin Hemery [Alt] Stéphane Robert [Alt]            | 7–5, 6–3                                             |
| Mannendubbelspel 2e ronde                            | Pierre-Hugues Herbert [6] Nicolas Mahut [6]          | Robin Haase Matwé Middelkoop                         | 7–5, 7–6(8–6)                                        |
| Vrouwendubbelspel 3e ronde                           | Andreja Klepač [3] María José Martínez Sánchez [3]   | Serena Williams [WC] Venus Williams [WC]             | 6–4, 6–7(4–7), 6–0                                   |
| Wedstrijden begonnen om 11:00 uur                    |                                                      |                                                      |                                                      |

### Dag 9 (maandag 4 juni)
- Speelschema (gearchiveerd)

- Reekshoofden uitgeschakeld:
  - Mannenenkelspel:  Kevin Anderson [6],  John Isner [9],  Fabio Fognini [18]
  - Vrouwenenkelspel:  Caroline Wozniacki [2],  Caroline Garcia [7],  Elise Mertens [16]
  - Mannendubbelspel:  Henri Kontinen /  John Peers [3]
  - Vrouwendubbelspel:  Gabriela Dabrowski /  Xu Yifan [5],  Nicole Melichar /  Květa Peschke [13]

| Wedstrijden op de hoofdbanen                         | Wedstrijden op de hoofdbanen                         | Wedstrijden op de hoofdbanen                         | Wedstrijden op de hoofdbanen                         |
| Evenement                                            | Winnaar                                              | Verliezer                                            | Score                                                |
| Wedstrijden op Court Philippe-Chatrier (centercourt) | Wedstrijden op Court Philippe-Chatrier (centercourt) | Wedstrijden op Court Philippe-Chatrier (centercourt) | Wedstrijden op Court Philippe-Chatrier (centercourt) |
| ---------------------------------------------------- | ---------------------------------------------------- | ---------------------------------------------------- | ---------------------------------------------------- |
| Vrouwenenkelspel 4e ronde                            | Simona Halep [1]                                     | Elise Mertens [16]                                   | 6–2, 6–1                                             |
| Vrouwenenkelspel 4e ronde                            | Darja Kasatkina [14]                                 | Caroline Wozniacki [2]                               | 7–6(7–5), 6–3                                        |
| Mannenenkelspel 4e ronde                             | Rafael Nadal [1]                                     | Maximilian Marterer                                  | 6–3, 6–2, 7–6(7–4)                                   |
| Mannenenkelspel 4e ronde                             | Marin Čilić [3]                                      | Fabio Fognini [18]                                   | 6–4, 6–1, 3–6, 6–7(4–7), 6–3                         |
| Wedstrijden op Court Suzanne-Lenglen (Grandstand)    |                                                      |                                                      |                                                      |
| Mannenenkelspel 4e ronde                             | Diego Schwartzman [11]                               | Kevin Anderson [6]                                   | 1–6, 2–6, 7–5, 7–6(7–0), 6–2                         |
| Vrouwenenkelspel 4e ronde                            | Angelique Kerber [12]                                | Caroline Garcia [7]                                  | 6–2, 6–3                                             |
| Mannenenkelspel 4e ronde                             | Juan Martín del Potro [5]                            | John Isner [9]                                       | 6–4, 6–4, 6–4                                        |
| Wedstrijden op Court 1                               |                                                      |                                                      |                                                      |
| Mannendubbelspel kwartfinale                         | Feliciano López [12] Marc López [12]                 | Henri Kontinen [3] John Peers [3]                    | 6–4, 6–7(2–7), 7–6(7–3)                              |
| Startte niet voor 12:00 uur                          |                                                      |                                                      |                                                      |
| Vrouwendubbelspel 3e ronde                           | Tímea Babos [1] Kristina Mladenovic [1]              | Nicole Melichar [13] Květa Peschke [13]              | 4–6, 6–2, 7–5                                        |
| Mannendubbelspel 3e ronde                            | Pierre-Hugues Herbert [6] Nicolas Mahut [6]          | Steve Johnson Jack Sock                              | 6–4, 6–3                                             |
| Vrouwenenkelspel 4e ronde                            | Garbiñe Muguruza [3]                                 | Lesja Tsoerenko                                      | 2–0, opgave                                          |
| Wedstrijden begonnen om 11:00 uur                    |                                                      |                                                      |                                                      |

### Dag 10 (dinsdag 5 juni)
- Speelschema (gearchiveerd)

- Reekshoofden uitgeschakeld:
  - Mannenenkelspel:  Alexander Zverev [2],  Novak Đoković [20]
  - Vrouwenenkelspel:  Darja Kasatkina [14]
  - Mannendubbelspel:  Juan Sebastián Cabal /  Robert Farah [5],  Rohan Bopanna /  Édouard Roger-Vasselin [13]
  - Vrouwendubbelspel:  Andreja Klepač /  María José Martínez Sánchez [3]

| Wedstrijden op de hoofdbanen                                                                      | Wedstrijden op de hoofdbanen                         | Wedstrijden op de hoofdbanen                         | Wedstrijden op de hoofdbanen                         |
| Evenement                                                                                         | Winnaar                                              | Verliezer                                            | Score                                                |
| Wedstrijden op Court Philippe-Chatrier (centercourt)                                              | Wedstrijden op Court Philippe-Chatrier (centercourt) | Wedstrijden op Court Philippe-Chatrier (centercourt) | Wedstrijden op Court Philippe-Chatrier (centercourt) |
| ------------------------------------------------------------------------------------------------- | ---------------------------------------------------- | ---------------------------------------------------- | ---------------------------------------------------- |
| Mannenenkelspel kwartfinale                                                                       | Dominic Thiem [7]                                    | Alexander Zverev [2]                                 | 6–4, 6–2, 6–1                                        |
| Vrouwenenkelspel kwartfinale                                                                      | Sloane Stephens [10]                                 | Darja Kasatkina [14]                                 | 6–3, 6–1                                             |
| Wedstrijden op Court Suzanne-Lenglen (Grandstand)                                                 |                                                      |                                                      |                                                      |
| Vrouwenenkelspel kwartfinale                                                                      | Madison Keys [13]                                    | Joelija Poetintseva                                  | 7–6(7–5), 6–4                                        |
| Mannenenkelspel kwartfinale                                                                       | Marco Cecchinato                                     | Novak Đoković [20]                                   | 6–3, 7–6(7–4), 1–6, 7–6(13–11)                       |
| Wedstrijden op Court 1                                                                            |                                                      |                                                      |                                                      |
| Mannendubbelspel kwartfinale                                                                      | Oliver Marach [2] Mate Pavić [2]                     | Juan Sebastián Cabal [5] Robert Farah [5]            | 3–6, 6–4, 6–3                                        |
| Vrouwendubbelspel kwartfinale                                                                     | Barbora Krejčíková [6] Kateřina Siniaková [6]        | Andreja Klepač [3] María José Martínez Sánchez [3]   | 6–3, 6–3                                             |
| Gemengd dubbelspel halve finale                                                                   | Gabriela Dabrowski [1] Mate Pavić [1]                | Katarina Srebotnik Santiago González                 | 6–4, 6–4                                             |
| Mannendubbelspel kwartfinale                                                                      | Nikola Mektić [8] Alexander Peya [8]                 | Rohan Bopanna [13] Édouard Roger-Vasselin [13]       | 7–6(7–4), 6–2                                        |
| Wedstrijden begonnen om 11:00 uur (14:00 uur op Court Philippe-Chatrier en Court Suzanne-Lenglen) |                                                      |                                                      |                                                      |

### Dag 11 (woensdag 6 juni)
- Speelschema (gearchiveerd)

- Reekshoofden uitgeschakeld:
  - Vrouwenenkelspel:  Angelique Kerber [12],  Maria Sjarapova [28]
  - Vrouwendubbelspel:  Tímea Babos /  Kristina Mladenovic [1]
  - Gemengd dubbelspel:  Anna-Lena Grönefeld /  Robert Farah [8]

| Wedstrijden op de hoofdbanen                                                                      | Wedstrijden op de hoofdbanen                         | Wedstrijden op de hoofdbanen                         | Wedstrijden op de hoofdbanen                         |
| Evenement                                                                                         | Winnaar                                              | Verliezer                                            | Score                                                |
| Wedstrijden op Court Philippe-Chatrier (centercourt)                                              | Wedstrijden op Court Philippe-Chatrier (centercourt) | Wedstrijden op Court Philippe-Chatrier (centercourt) | Wedstrijden op Court Philippe-Chatrier (centercourt) |
| ------------------------------------------------------------------------------------------------- | ---------------------------------------------------- | ---------------------------------------------------- | ---------------------------------------------------- |
| Vrouwenenkelspel kwartfinale                                                                      | Garbiñe Muguruza [3]                                 | Maria Sjarapova [28]                                 | 6–2, 6–1                                             |
| Mannenenkelspel kwartfinale                                                                       | Rafael Nadal [1] vs. Diego Schwartzman [11]          | Rafael Nadal [1] vs. Diego Schwartzman [11]          | 4–6, 5–3, gestaakt                                   |
| Wedstrijden op Court Suzanne-Lenglen (Grandstand)                                                 |                                                      |                                                      |                                                      |
| Vrouwenenkelspel kwartfinale                                                                      | Simona Halep [1]                                     | Angelique Kerber [12]                                | 6–7(2–7), 6–3, 6–2                                   |
| Mannenenkelspel kwartfinale                                                                       | Marin Čilić [3] vs. Juan Martín del Potro [5]        | Marin Čilić [3] vs. Juan Martín del Potro [5]        | 6–6(5–5), gestaakt                                   |
| Wedstrijden op Court 1                                                                            |                                                      |                                                      |                                                      |
| Mannenlegendes 45+ dubbelspel round-robin                                                         | Mansour Bahrami Fabrice Santoro                      | Mikael Pernfors Mats Wilander                        | 6–2, 6–4                                             |
| Startte niet voor 12:00 uur                                                                       |                                                      |                                                      |                                                      |
| Mannendubbelspel kwartfinale                                                                      | Pierre-Hugues Herbert [6] Nicolas Mahut [6]          | Máximo González Nicolás Jarry                        | 6–4, 7–6(10–8)                                       |
| Vrouwendubbelspel kwartfinale                                                                     | Eri Hozumi Makoto Ninomiya                           | Tímea Babos [1] Kristina Mladenovic [1]              | 7–6(7–4), 6–3                                        |
| Vrouwendubbelspel kwartfinale                                                                     | Andrea Sestini-Hlaváčková [2] Barbora Strýcová [2]   | Lara Arruabarrena Katarina Srebotnik                 | 6–3, 6–1                                             |
| Wedstrijden begonnen om 11:00 uur (14:00 uur op Court Philippe-Chatrier en Court Suzanne-Lenglen) |                                                      |                                                      |                                                      |

### Dag 12 (donderdag 7 juni)
- Speelschema (gearchiveerd)

- Reekshoofden uitgeschakeld:
  - Mannenenkelspel:  Marin Čilić [3],  Diego Schwartzman [11]
  - Vrouwenenkelspel:  Garbiñe Muguruza [3],  Madison Keys [13]
  - Mannendubbelspel:  Nikola Mektić /  Alexander Peya [8]
  - Gemengd dubbelspel:  Gabriela Dabrowski /  Mate Pavić [1]

| Wedstrijden op de hoofdbanen                                                                      | Wedstrijden op de hoofdbanen                         | Wedstrijden op de hoofdbanen                         | Wedstrijden op de hoofdbanen                         |
| Evenement                                                                                         | Winnaar                                              | Verliezer                                            | Score                                                |
| Wedstrijden op Court Philippe-Chatrier (centercourt)                                              | Wedstrijden op Court Philippe-Chatrier (centercourt) | Wedstrijden op Court Philippe-Chatrier (centercourt) | Wedstrijden op Court Philippe-Chatrier (centercourt) |
| ------------------------------------------------------------------------------------------------- | ---------------------------------------------------- | ---------------------------------------------------- | ---------------------------------------------------- |
| Startte niet voor 12:00 uur (vervolg bij stand: 4−6, 5−3)                                         |                                                      |                                                      |                                                      |
| Mannenenkelspel kwartfinale                                                                       | Rafael Nadal [1]                                     | Diego Schwartzman [11]                               | 4–6, 6–3, 6–2, 6–2                                   |
| Startte niet voor 15:00 uur                                                                       |                                                      |                                                      |                                                      |
| Vrouwenenkelspel halve finale                                                                     | Simona Halep [1]                                     | Garbiñe Muguruza [3]                                 | 6–1, 6–4                                             |
| Vrouwenenkelspel halve finale                                                                     | Sloane Stephens [10]                                 | Madison Keys [13]                                    | 6–4, 6–4                                             |
| Wedstrijden op Court Suzanne-Lenglen (Grandstand)                                                 |                                                      |                                                      |                                                      |
| Mannenenkelspel kwartfinale                                                                       | Juan Martín del Potro [5]                            | Marin Čilić [3]                                      | 7–6(7–5), 5–7, 6–3, 7–5                              |
| Gemengd dubbelspel finale                                                                         | Latisha Chan [2] Ivan Dodig [2]                      | Gabriela Dabrowski [1] Mate Pavić [1]                | 6–1, 6–7(5–7), [10–8]                                |
| Mannendubbelspel halve finale                                                                     | Pierre-Hugues Herbert [6] Nicolas Mahut [6]          | Nikola Mektić [8] Alexander Peya [8]                 | 6–3, 6–4                                             |
| Wedstrijden op Court 1                                                                            |                                                      |                                                      |                                                      |
| Vrouwenlegendes dubbelspel round-robin                                                            | Kim Clijsters Nathalie Tauziat                       | Iva Majoli Arantxa Sánchez Vicario                   | 6–2, 6–4                                             |
| Startte niet voor 12:30 uur                                                                       |                                                      |                                                      |                                                      |
| Vrouwenlegendes dubbelspel round-robin                                                            | Nathalie Dechy Amélie Mauresmo                       | Conchita Martínez Sandrine Testud                    | 6–2, 6–7(5–7), [10–7]                                |
| Mannenlegendes 45+ dubbelspel round-robin                                                         | Sergi Bruguera Younes El Aynaoui                     | Michael Chang Henri Leconte                          | 6–4, 6–3                                             |
| Mannenlegendes 45+ dubbelspel round-robin                                                         | Arnaud Boetsch Pat Cash                              | Mikael Pernfors Mats Wilander                        | 5–7, opgave                                          |
| Wedstrijden begonnen om 11:00 uur (12:00 uur op Court Philippe-Chatrier en Court Suzanne-Lenglen) |                                                      |                                                      |                                                      |

### Dag 13 (vrijdag 8 juni)
- Speelschema (gearchiveerd)

- Reekshoofden uitgeschakeld:
  - Mannenenkelspel:  Juan Martín del Potro [5]
  - Mannendubbelspel:  Feliciano López /  Marc López [12]
  - Vrouwendubbelspel:  Andrea Sestini-Hlaváčková /  Barbora Strýcová [2],  Chan Hao-ching /  Yang Zhaoxuan [8]

| Wedstrijden op de hoofdbanen                                             | Wedstrijden op de hoofdbanen                         | Wedstrijden op de hoofdbanen                         | Wedstrijden op de hoofdbanen                         |
| Evenement                                                                | Winnaar                                              | Verliezer                                            | Score                                                |
| Wedstrijden op Court Philippe-Chatrier (centercourt)                     | Wedstrijden op Court Philippe-Chatrier (centercourt) | Wedstrijden op Court Philippe-Chatrier (centercourt) | Wedstrijden op Court Philippe-Chatrier (centercourt) |
| ------------------------------------------------------------------------ | ---------------------------------------------------- | ---------------------------------------------------- | ---------------------------------------------------- |
| Mannenenkelspel halve finale                                             | Dominic Thiem [7]                                    | Marco Cecchinato                                     | 7–5, 7–6(12–10), 6–1                                 |
| Startte niet voor 15:30 uur                                              |                                                      |                                                      |                                                      |
| Mannenenkelspel halve finale                                             | Rafael Nadal [1]                                     | Juan Martín del Potro [5]                            | 6–4, 6–1, 6–2                                        |
| Wedstrijden op Court Suzanne-Lenglen (Grandstand)                        |                                                      |                                                      |                                                      |
| Mannenlegendes 45+ dubbelspel round-robin                                | Mansour Bahrami Fabrice Santoro                      | Arnaud Boetsch Pat Cash                              | 6–3, 2–6, [10–7]                                     |
| Startte niet voor 12:30 uur                                              |                                                      |                                                      |                                                      |
| Mannendubbelspel halve finale                                            | Oliver Marach [2] Mate Pavić [2]                     | Feliciano López [8] Marc López [8]                   | 6–4, 7–5                                             |
| Vrouwendubbelspel halve finale                                           | Eri Hozumi Makoto Ninomiya                           | Chan Hao-ching [8] Yang Zhaoxuan [8]                 | 6–2, 6–2                                             |
| Vrouwendubbelspel halve finale                                           | Barbora Krejčíková [6] Kateřina Siniaková [6]        | Andrea Sestini-Hlaváčková [2] Barbora Strýcová [2]   | 6–3, 6–2                                             |
| Wedstrijden op Court 1                                                   |                                                      |                                                      |                                                      |
| Vrouwenlegendes dubbelspel                                               | Marion Bartoli Martina Navrátilová                   | Iva Majoli Arantxa Sánchez Vicario                   | 6–3, 6–3                                             |
| Startte niet voor 13:00 uur                                              |                                                      |                                                      |                                                      |
| Vrouwenlegendes dubbelspel                                               | Nathalie Dechy Amélie Mauresmo                       | Tracy Austin Lindsay Davenport                       | 6–2, 6–2                                             |
| Mannenlegendes −45 dubbelspel round-robin                                | Sébastien Grosjean Michaël Llodra                    | James Blake Mark Philippoussis                       | 6–2, 6–2                                             |
| Wedstrijden begonnen om 11:00 uur (13:00 uur op Court Philippe-Chatrier) |                                                      |                                                      |                                                      |

### Dag 14 (zaterdag 9 juni)
- Speelschema (gearchiveerd)

- Reekshoofden uitgeschakeld:
  - Vrouwenenkelspel:  Sloane Stephens [10]
  - Mannendubbelspel:  Oliver Marach /  Mate Pavić [2]

| Wedstrijden op de hoofdbanen                                             | Wedstrijden op de hoofdbanen                                | Wedstrijden op de hoofdbanen                                | Wedstrijden op de hoofdbanen                         |
| Evenement                                                                | Winnaar                                                     | Verliezer                                                   | Score                                                |
| Wedstrijden op Court Philippe-Chatrier (centercourt)                     | Wedstrijden op Court Philippe-Chatrier (centercourt)        | Wedstrijden op Court Philippe-Chatrier (centercourt)        | Wedstrijden op Court Philippe-Chatrier (centercourt) |
| ------------------------------------------------------------------------ | ----------------------------------------------------------- | ----------------------------------------------------------- | ---------------------------------------------------- |
| Vrouwenenkelspel finale                                                  | Simona Halep [1]                                            | Sloane Stephens [10]                                        | 3–6, 6–4, 6–1                                        |
| Mannendubbelspel finale                                                  | Pierre-Hugues Herbert [6] Nicolas Mahut [6]                 | Oliver Marach [2] Mate Pavić [2]                            | 6–2, 7–6(7–4)                                        |
| Wedstrijden op Court Suzanne-Lenglen (Grandstand)                        |                                                             |                                                             |                                                      |
| Vrouwenlegendes dubbelspel finale                                        | Nathalie Dechy Amélie Mauresmo                              | Kim Clijsters Nathalie Tauziat                              | 6–7(4–7), 6–4, [15–13]                               |
| Mannenlegendes −45 dubbelspel round-robin                                | Àlex Corretja Juan Carlos Ferrero                           | Sébastien Grosjean Michaël Llodra                           | 6–4, 6–2                                             |
| Mannenlegendes +45 dubbelspel round-robin                                | John McEnroe Michael Chang Cédric Pioline vs. Henri Leconte | John McEnroe Michael Chang Cédric Pioline vs. Henri Leconte | verplaats naar Court 3                               |
| Wedstrijden op Court 1                                                   |                                                             |                                                             |                                                      |
| Jongensenkelspel finale                                                  | Tseng Chun-hsin                                             | Sebastián Báez                                              | 7–6(7–5), 6–2                                        |
| Meisjesenkelspel finale                                                  | Cori Gauff                                                  | Caty McNally                                                | 1–6, 6–3, 7–6(7–1)                                   |
| Jongensdubbelspel finale                                                 | Ondřej Štyler Naoki Tajima                                  | Ray Ho Tseng Chun-hsin                                      | 6–4, 6–4                                             |
| Meisjesdubbelspel finale                                                 | Caty McNally Iga Świątek                                    | Yuki Naito Naho Sato                                        | 6–2, 7–5                                             |
| Wedstrijden begonnen om 11:00 uur (15:00 uur op Court Philippe-Chatrier) |                                                             |                                                             |                                                      |

### Dag 15 (zondag 10 juni)
- Speelschema (gearchiveerd)

- Reekshoofden uitgeschakeld:
  - Mannenenkelspel:  Dominic Thiem [7]

| Wedstrijden op de hoofdbanen                                             | Wedstrijden op de hoofdbanen                         | Wedstrijden op de hoofdbanen                         | Wedstrijden op de hoofdbanen                         |
| Evenement                                                                | Winnaar                                              | Verliezer                                            | Score                                                |
| Wedstrijden op Court Philippe-Chatrier (centercourt)                     | Wedstrijden op Court Philippe-Chatrier (centercourt) | Wedstrijden op Court Philippe-Chatrier (centercourt) | Wedstrijden op Court Philippe-Chatrier (centercourt) |
| ------------------------------------------------------------------------ | ---------------------------------------------------- | ---------------------------------------------------- | ---------------------------------------------------- |
| Vrouwendubbelspel finale                                                 | Barbora Krejčíková [6] Kateřina Siniaková [6]        | Eri Hozumi Makoto Ninomiya                           | 6–3, 6–3                                             |
| Startte niet voor 15:00 uur                                              |                                                      |                                                      |                                                      |
| Mannenenkelspel finale                                                   | Rafael Nadal [1]                                     | Dominic Thiem [7]                                    | 6–4, 6–3, 6–2                                        |
| Wedstrijden op Court Suzanne-Lenglen (Grandstand)                        |                                                      |                                                      |                                                      |
| Mannenlegendes 45+ dubbelspel finale                                     | Mansour Bahrami Fabrice Santoro                      | John McEnroe Cédric Pioline                          | 6–1, 2–6, [12–10]                                    |
| Mannenlegendes −45 dubbelspel finale                                     | Àlex Corretja Juan Carlos Ferrero                    | Jevgeni Kafelnikov Marat Safin                       | 6–3, 6–3                                             |
| Wedstrijden begonnen om 11:00 uur (11:30 uur op Court Philippe-Chatrier) |                                                      |                                                      |                                                      |